# Gymnolophus
Gymnolophus is een geslacht van slangsterren uit de familie Ophiotrichidae.

## Soorten
- Gymnolophus obscura (Ljungman, 1867)